# Người Mỹ gốc Hy Lạp
Người Mỹ gốc Hy Lạp (tiếng Anh: Greek Americans, tiếng Hy Lạp: Ελληνοαμερικανοί, đã Latinh hoá: Ellinoamerikanoi) là người Mỹ toàn bộ thuần chủng hoặc một phần gốc tổ tiên là Hy Lạp. 1,4 triệu người Mỹ là người gốc Hy Lạp. 321.444 người lớn hơn năm tuổi nói tiếng Hy Lạp tại nhà vào năm 2010
Người Mỹ gốc Hy Lạp có nồng độ cao nhất tại Thành phố New York, Boston, và Chicago, nhưng đã định cư ở các khu vực đô thị lớn trên khắp Hoa Kỳ. Năm 2000, Tarpon Springs, Florida là nơi có đại diện bình quân đầu người cao nhất của người Mỹ gốc Hy Lạp ở nước này (25%). Hoa Kỳ là nơi có cộng đồng người Hy Lạp lớn nhất hải ngoại Hy Lạp, trước Úc, Síp, Albania, Canada, Đức và Vương quốc Anh.

## Nhân vật nổi tiếng

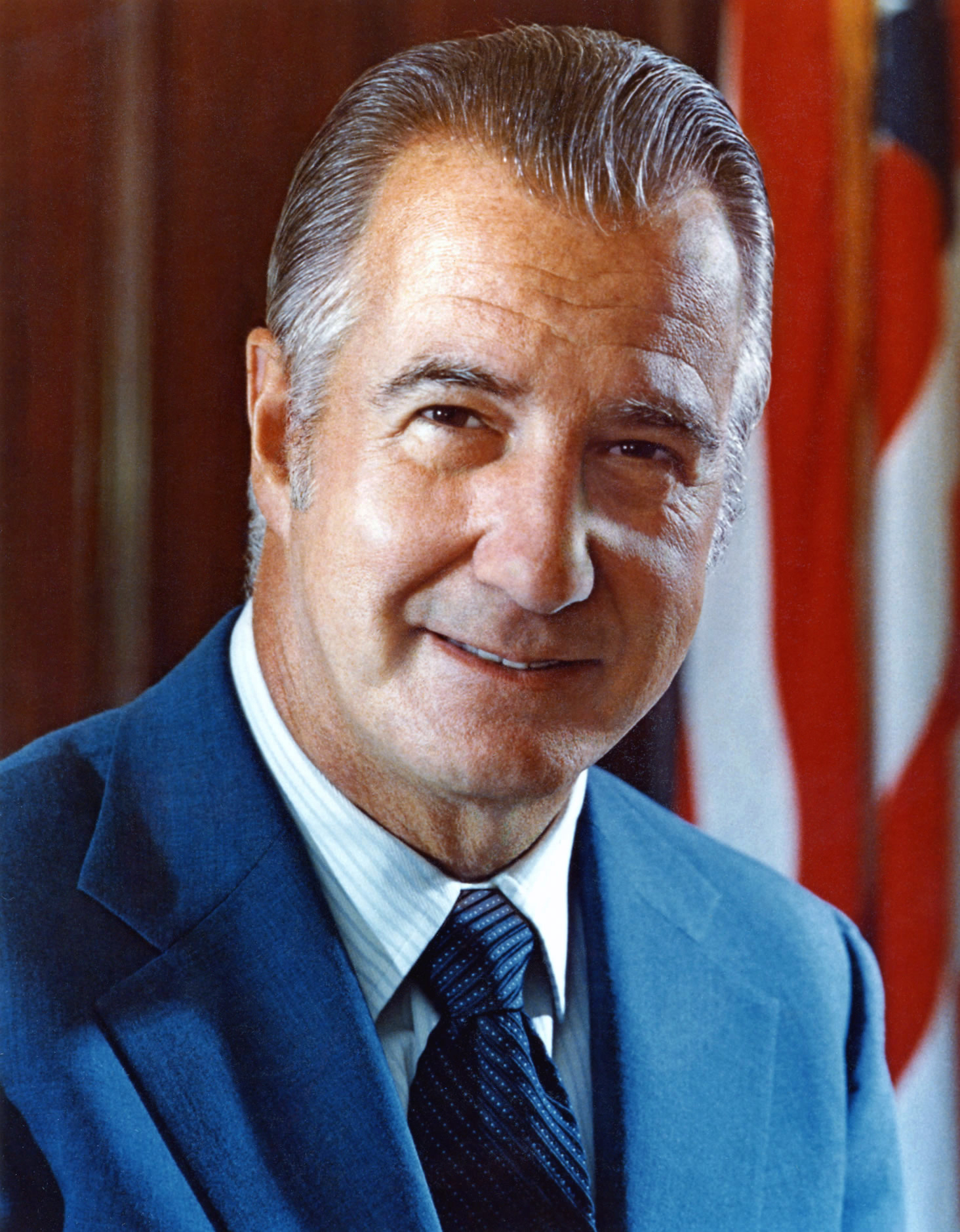
Spiro Agnew, Phó tổng thống Hoa Kỳ thứ 39.
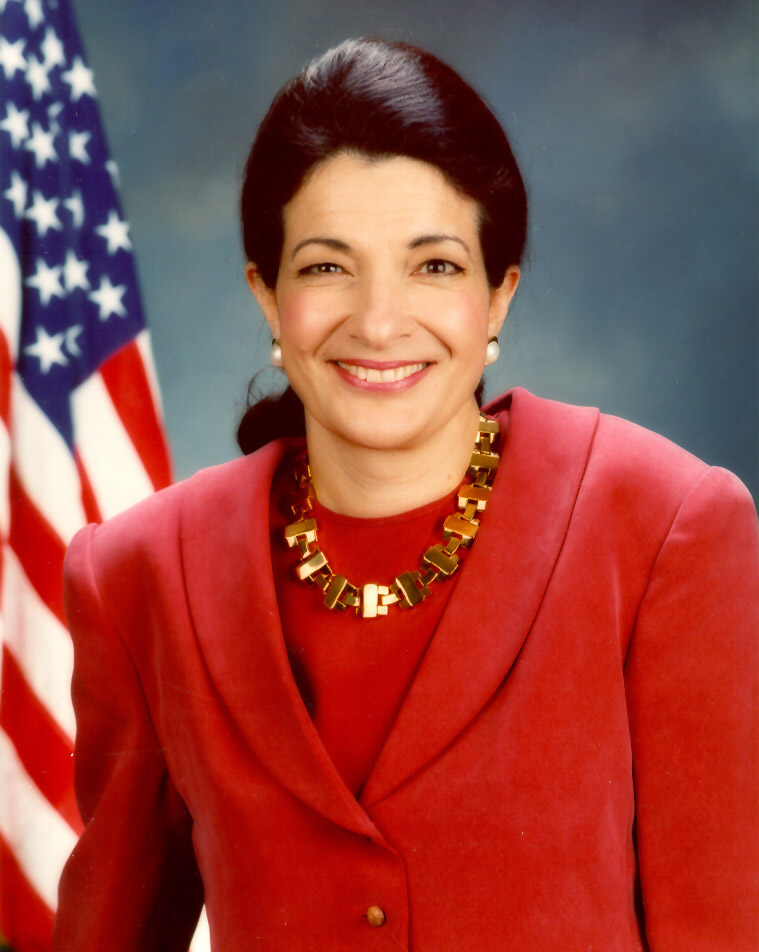
Olympia Jean Snowe, nữ doanh nhân và chính trị gia.
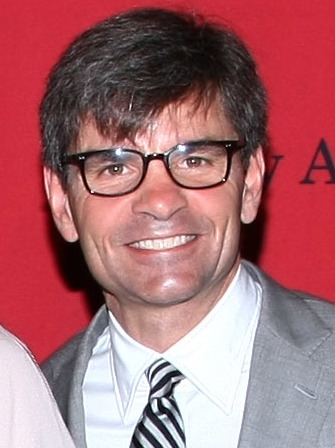
George Stephanopoulos, người dẫn chương trình truyền hình, bình luận chính trị và cựu cố vấn đảng Dân chủ.
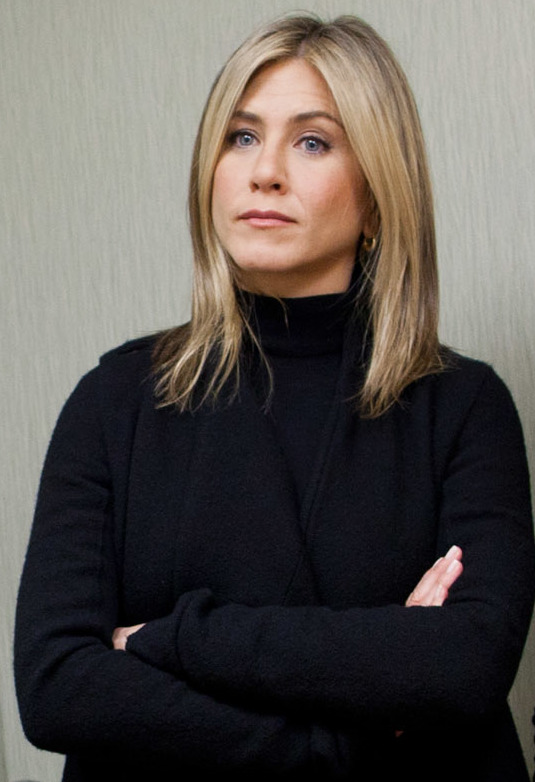
Jennifer Aniston, diễn viên, nhà sản xuất và doanh nhân.
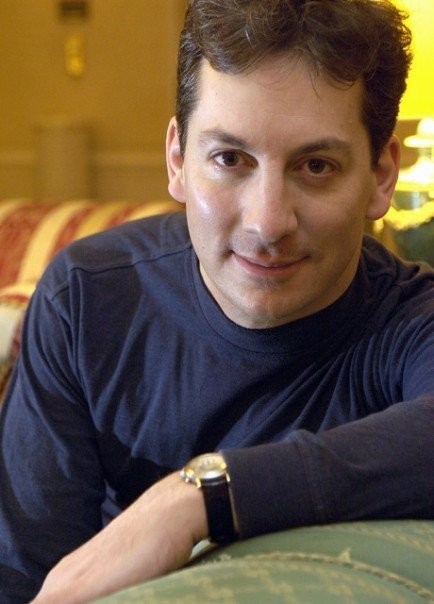
Alexander Frey, nhạc trưởng dàn nhạc giao hưởng, nhà soạn nhạc điêu luyện, nghệ sĩ piano, nghệ sĩ đàn guitar và nhà soạn nhạc.
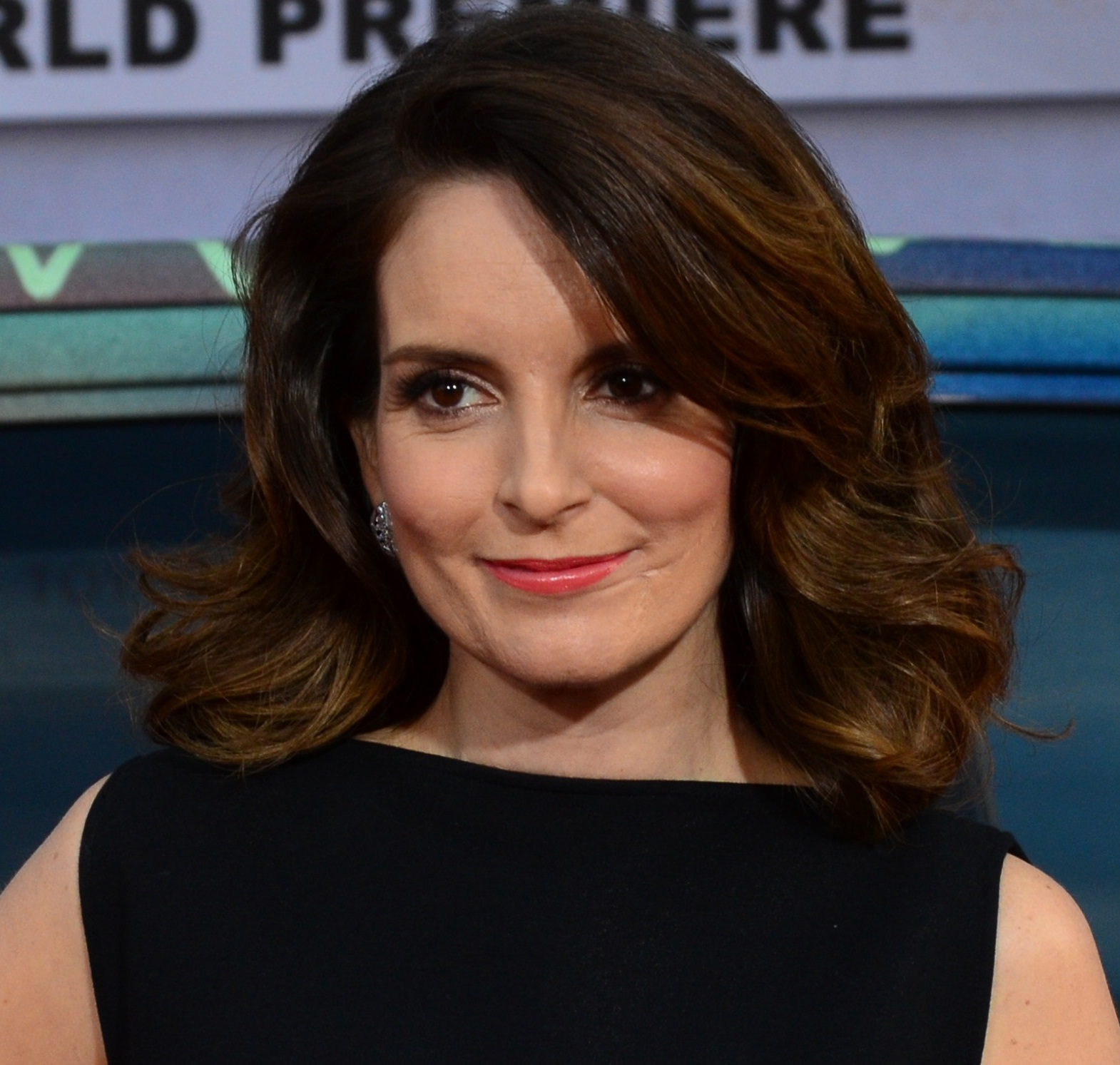
Tina Fey, nữ diễn viên, nghệ sĩ hài, nhà văn và nhà sản xuất.
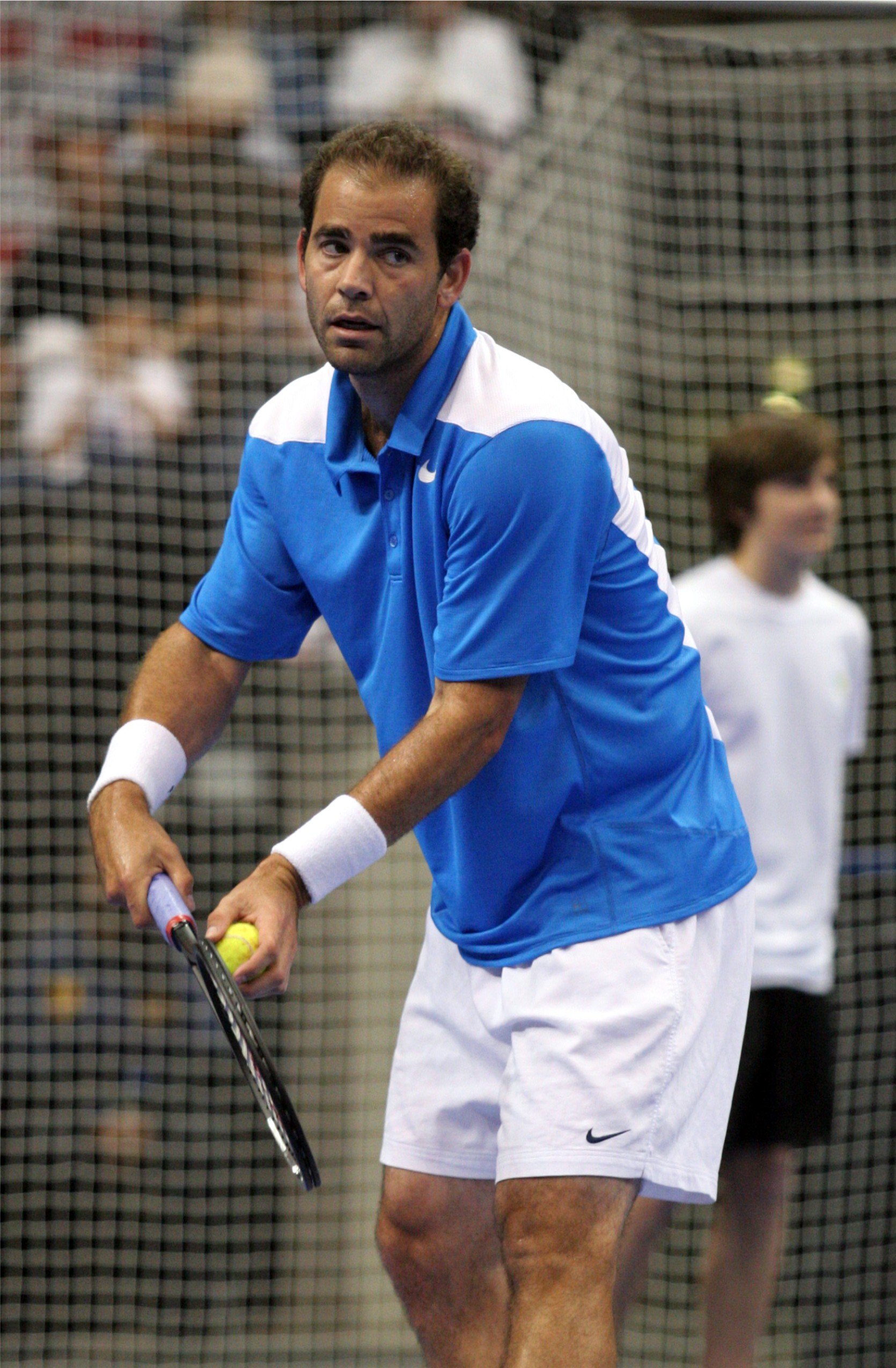
Pete Sampras, cựu tay vợt số 1 thế giới.
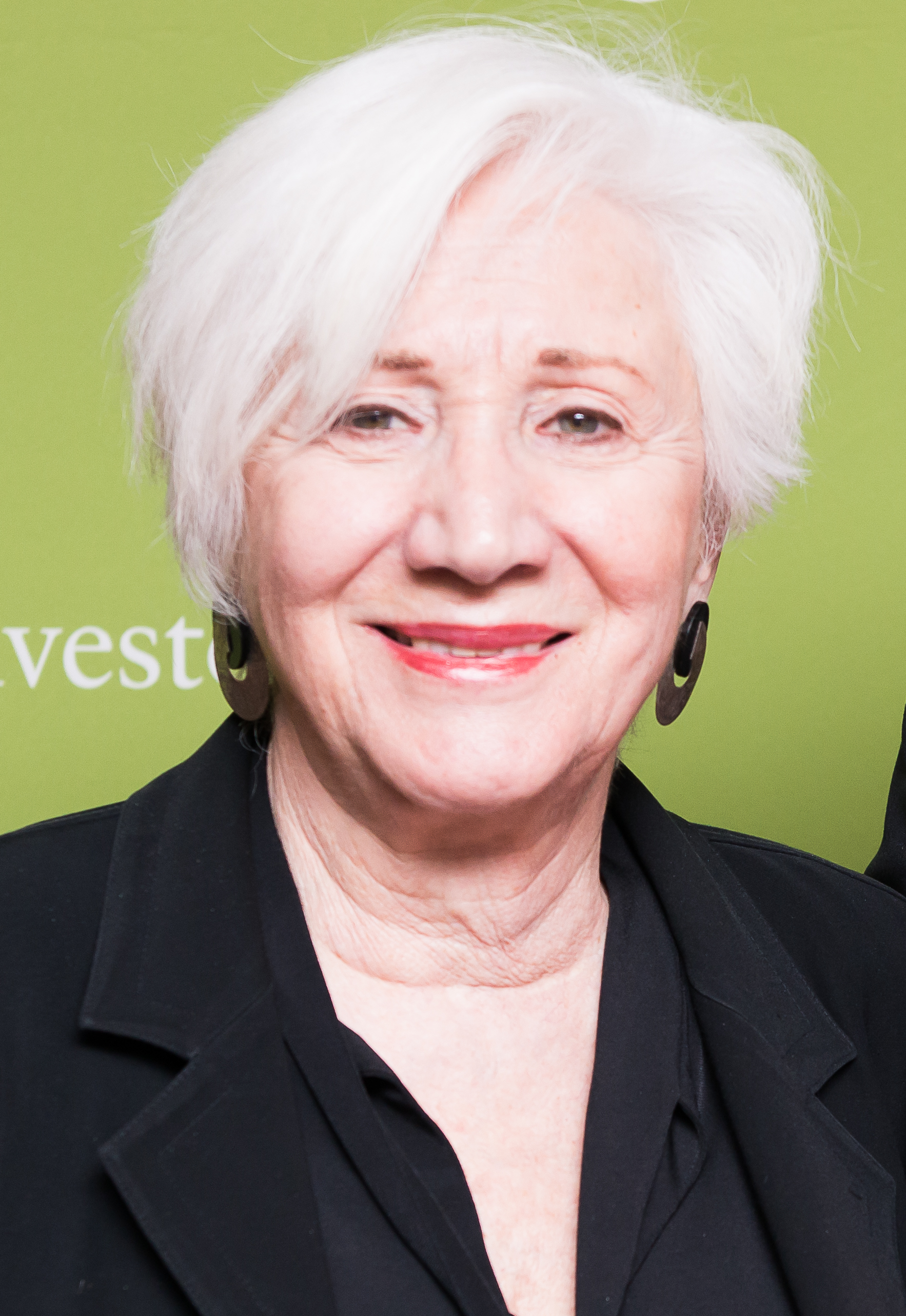
Olympia Dukakis, nữ diễn viên.